# Boso af Provence
Boso af Provence (mellem 825 og 828 – 11. januar 887) var konge af Provence fra 879 til 887. 
Boso var søn af en frankisk stormand. Han var gift med en datter af kejser Ludvig 2., der også var konge af Italien. Hans egen søster var gift med den vestfrankiske konge Karl den Skaldede, der efterfulgte Ludvig 2. som kejser. 